# Botho zu Eulenburg

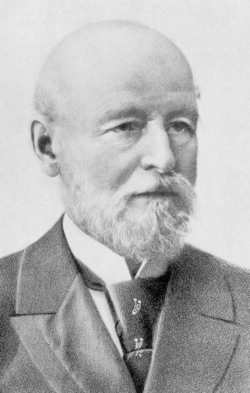
Botho Wendt zu Eulenburg

Graf zu Eulenburg in Galauniform (um 1912)

Botho Wendt August Graf zu Eulenburg (* 31. Juli 1831 in Wicken bei Bartenstein; † 5. November 1912 in Berlin) war ein deutscher Ministerpräsident und Innenminister in Preußen, Senior des Domstifts zu Brandenburg.

## Familie
Botho Wendt (oder Wend) zu Eulenburg war ein Sohn von Graf Botho Heinrich zu Eulenburg (1804–1879) und seiner Frau Therese geb. Gräfin von Dönhoff (1806–1885). Sein Bruder war der preußische Minister des Königlichen Hauses und Oberhofmarschall August Graf zu Eulenburg. Fürst Philipp zu Eulenburg war ein Cousin 2. Grades. Botho Wendt zu Eulenburg heiratete 1875 Elisabeth von Alvensleben (* 22. September 1834), verwitwete Gräfin von Keyserlingk-Neustadt (Tochter des Generals Gustav Hermann von Alvensleben). Der Sohn Botho (* 1879) starb mit zwei Jahren.

## Leben
Eulenburg studierte von 1849 bis 1852 Rechtswissenschaft an der Albertus-Universität Königsberg und der Rheinischen Friedrich-Wilhelms-Universität Bonn. 1851 wurde er im Corps Borussia Bonn aktiv.
Nach dem Abschluss des Studiums wurde er 1857 Gerichtsassessor. Noch im selben Jahr wechselte er von der Rechtspflege in die innere Verwaltung Preußens. Er wurde mit der Verwaltung des Landratsamtes im Kreis Marienwerder beauftragt. Ab 1859 war er Landrat in Deutsch-Krone. Im Jahr 1864 wurde er Hilfsarbeiter und 1867 Vortragender Rat im preußischen Innenministerium. Otto von Bismarck schätzte ihn zu dieser Zeit als den einzigen fähigen Kopf unter den jüngeren Räten des Ministeriums. 
Er war von 1863 bis 1870 und erneut von 1879 bis 1881 Mitglied des Preußischen Abgeordnetenhauses und war 1867 auch Mitglied des Reichstages des Norddeutschen Bundes. Er gehörte dort den Konservativen an.  
Im Jahr 1869 wurde er zum Regierungspräsidenten in Wiesbaden ernannt. Ab 1872 war er Bezirkspräsident von Lothringen mit Sitz in Metz und ab 1873 Oberpräsident der Provinz Hannover. 
Eulenburg war von 1878 bis 1881 als Nachfolger seines Onkels Friedrich Graf zu Eulenburg preußischer Innenminister und befasste sich insbesondere mit dem Sozialistengesetz. Als er versuchte, die von seinem Vorgänger bereits geplante Verwaltungsreform voranzutreiben, kam es zum Konflikt mit Otto von Bismarck. Der Gegensatz entzündete sich an der Frage der Gemeindeverwaltung auf dem Land. Während Bismarck für die Beibehaltung der Aufsicht durch die Landräte plädierte, setzte sich zu Eulenburg in Übereinstimmung mit dem preußischen Abgeordnetenhaus für die Aufsicht durch den Kreisausschuss ein. Bismarck ließ es im Februar 1881 im Preußischen Herrenhaus zu einer offenen Konfrontation kommen. Daraufhin sah sich zu Eulenburg zum Rücktritt gezwungen. 
Von 1881 bis 1892 war er Oberpräsident der Provinz Hessen-Nassau in Kassel. 
Vom März 1892 bis 1894 war er als Nachfolger von Leo von Caprivi preußischer Ministerpräsident. Entgegen der davor und danach üblichen Praxis kam es zu einer Trennung des Amtes des Ministerpräsidenten und des Reichskanzlers. Gleiches hatte nur während der Ministerpräsidentschaft Albrecht von Roons (Januar bis November 1873) gegolten. Nach dem Sturz des preußischen Innenministers Ernst Ludwig Herrfurth infolge der Verabschiedung der neuen Landgemeindeordnung  (Preußen) wurde Eulenburg im Sommer 1892 auch preußischer Innenminister.
Eulenburg stimmte mit Bismarck darin überein, dass die Sozialdemokratie mit repressiven Mitteln bekämpft werden sollte. Die sozialpolitischen Reformen des Neuen Kurses, wie sie der preußische Handelsminister Hans Hermann von Berlepsch vertrat, lehnte er ab. In Übereinstimmung mit Wilhelm II. setzte sich zu Eulenburg 1894 für die Umsturzvorlage ein. Dieses neue Sondergesetz sollte notfalls auch mit Hilfe eines Staatsstreiches zur Ausschaltung des widerstrebenden Reichstages durchgesetzt werden. Damit traf zu Eulenburg auf den Widerstand von Leo von Caprivi. Dieser setzte sich durch, unterstützt insbesondere durch die süddeutschen Staaten. Weil Caprivi eine weitere Zusammenarbeit mit zu Eulenburg ablehnte, wurden beide von Wilhelm II. am 26. Oktober 1894 entlassen und durch Fürst Chlodwig zu Hohenlohe-Schillingsfürst ersetzt.

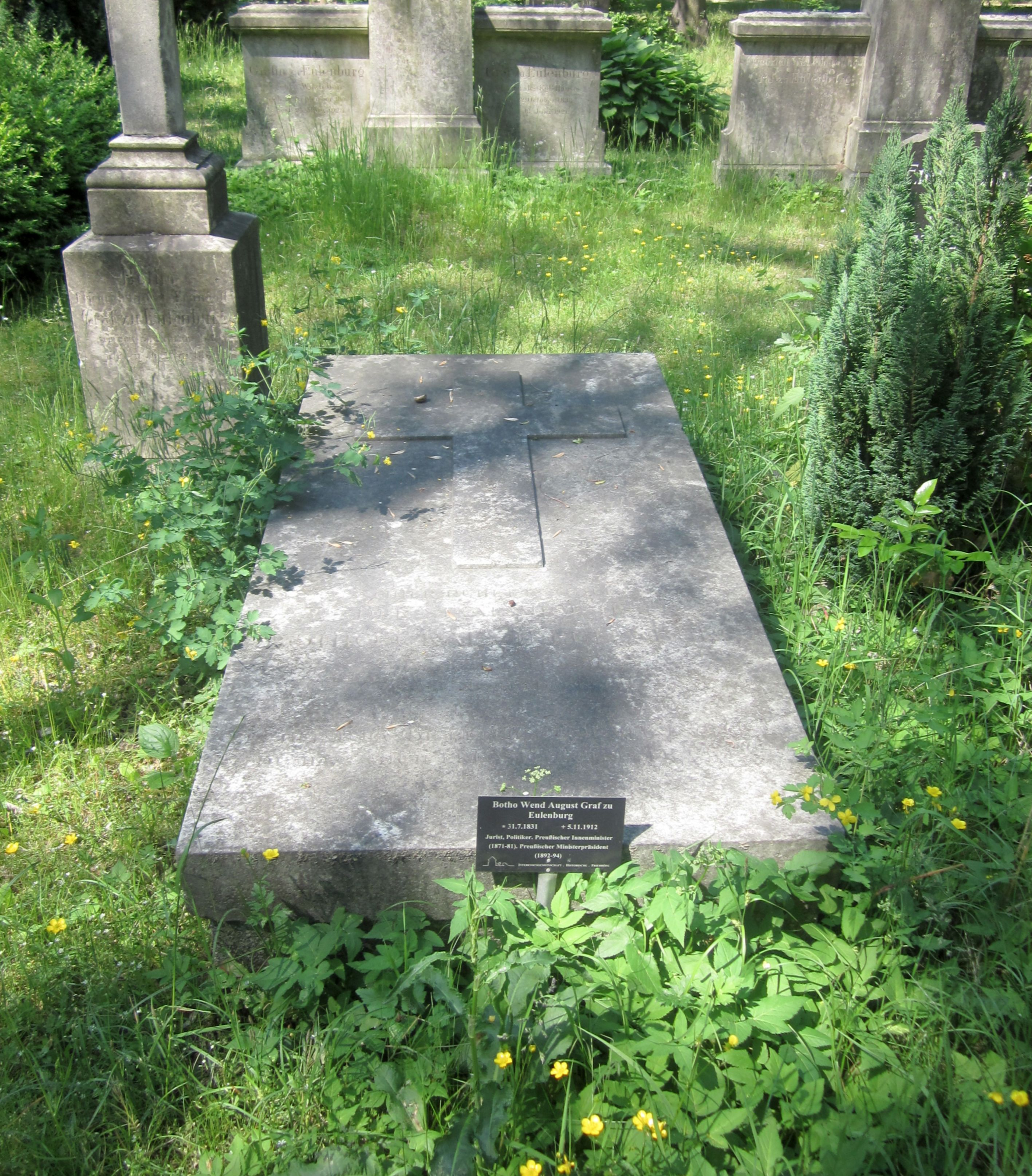
Das Grab von Botho zu Eulenburg in Berlin-Kreuzberg

Zu Eulenburg war ab 1899 Mitglied des preußischen Herrenhauses. Im Jahr 1909 wurde er Mitglied der Immediatkommission für die Verwaltungsreform. In den Jahren 1909 bis 1912 war er Vorsitzender der sogenannten Alten Fraktion im Herrenhaus.
Botho zu Eulenburg starb 1912 im Alter von 81 Jahren in Berlin. Seine letzte Ruhestätte befindet sich auf dem Dreifaltigkeitsfriedhof I in Berlin-Kreuzberg. Als Grabmarkierung dient eine steinerne Grabplatte mit großem, erhabenem Kreuz und Inschriften. Das Grabmal seines jüngeren Bruders August zu Eulenburg (1838–1921) liegt in der Nähe.